# Кузбаський ВТТ
Кузбаський ВТТ (рос. КУЗБАССКИЙ ИТЛ, Кузбассжилстрой, Кузбасслаг) — підрозділ системи виправно-трудових установ ГУЛАГ при оперативному підпорядкуванні Головному управлінню таборів промислового будівництва (рос. ГУЛПС).
Організований 23.12.46;

закритий 15.09.48.
Дислокація: Кемеровська область, м. Сталінськ (нині Новокузнецьк).

## Виконувані роботи
- будівництво індивідуальних будинків у Прокоп'євську (1250) і Сталінську (1000), в тому числі благоустрій Точилінського робітничого селища Кузнецького металургійного комб.,
- лісозаготівлі і переробка лісоматеріалів,
- виготовлення дерев'яних деталей для будинків, шлакоблочних каменів.

## Історія
У табірну мережу Кузбасу, що відзначалася надзвичайною різноманітністю, входили в різні роки:
- відділ виправно-трудових колоній (ОИТК) УНКВС по Кемеровській області (з 1943 р) — один з найбільших таборів післявоєнного СРСР,
- Сибірський табір, що виник на базі СибУЛОНа (1929–1942 рр.),
- і «Горшорлаг», що здійснював будівництво Горношорської залізниці в 1938–1940 рр.,
- перевірочних-фільтраційні табори (ПФЛ) НКВС СРСР № 0314 і 0315,
- табори для військовополонених,
- спеціалізовані табори:
  - будівельні — «Кузбассжилстрой» («Кузбасслаг») і «Кемеровожилстрой» («Кемероволаг») (1947–1948 рр.), «Араличевстрой»(1951–1953 рр.), Том-Усінський ВТТ (1949),
  - особливий «Камишлаг»(1951–1952 рр.),
  - лісозаготівельні («Севкузбасслаг» і «Южкузбасслаг» (1947–1965 рр.)),
  - сільськогосподарський «Сиблаг».

Табори, які не мали свого виробництва, поставляли робочих за договорами підприємствам регіону, в першу чергу вугільної промисловості, на так звані контрагентські роботи.

## Чисельність з/к
- 01.01.47 — 2874,
- 01.01.48 — 10 184